# اسکیموهای دیرین
اسکیموهای دیرین (انگلیسی: Paleo-Eskimo) مردمی بودند که در دوران باستان، پیش از آمدن اینوئیت‌ها (اسکیموهای امروزی)، در مناطق شمالگان زمین سکنی داشتند. زیستگاه آنان از چوکوتکا در روسیه امروزی تا شمال آمریکا و گرینلند امتداد داشت.
نخستین فرهنگ‌های دیرین‌اسکیمویی در حدود ۲۵۰۰ پیش از میلاد توسعه یافت اما تدریجاً در بیشتر مناطق توسط فرهنگ‌های جدید جایگزین شد. آخرین بازمانده اسکیموهای دیرین فرهنگ دورسِت بود که در حدود ۱۵۰۰ و پیش از میلاد از میان رفت.
گروه‌های دیرین‌اسکیمویی عبارت بودند از پیشادورسِتی‌ها؛ فرهنگ سقاق در گرینلند (۲۵۰۰ تا ۸۰۰ پیش از میلاد); فرهنگ‌های استقلال ۱ و استقلال ۲ در شمال شرق کانادا و گرینلند (حدود ۲۴۰۰ تا ۱۸۰۰ پیش از میلاد و ۸۰۰ تا ۱ پیش از میلاد)؛ گروس‌واتر لابرادور و نوناویک؛ و فرهنگ دورست (۵۰۰ پیش از میلاد تا ۱۵۰۰ بعد از میلاد) که در سراسر مناطق قطبی شمال آمریکا گسترده بود.
پیش از مهاجرت قوم توله، یعنی نیاکان اینوئیت‌های امروزی، از آلاسکا به سمت شرق، دورستی‌ها واپسین فرهنگ بزرگ اسکیموهای دیرین در شمالگان بودند.